# يوليوس قيصر
غايوس يوليوس قيصر (باليونانية:Ιούλιος Καίσαρ) (باللاتينية:CAIVS•IVLIVS•CAESAR•IV) (بالإنجليزية: Gaius Julius Caesar) هو جنرال وقائد سياسي وكاتب روماني ولد عام 12 يوليو 100 قبل الميلاد، قاد یولیوس قيصر الجيوش الرومانية في حروب الغال الأهلیة وأصبح بعد ذلك حاکمًا لروما من سنة 49 قبل الميلاد حتى اغتياله في 15 مارس سنة 44 قبل الميلاد. لعب يوليوس قيصر دورًا مهمًا في الأحداث التي أدت إلى ثورة تحويل روما من جمهورية إلى إمبراطورية.
شكَّل يوليوس قيصر مع حلفائه بومبيوس الكبير وماركوس كراسوس الحكم الثلاثي الأول الذي قام في الفترة الأخيرة من تاريخ الجمهورية الرومانية تحديدًا سنة 60 قبل الميلاد والذي سيطر على السياسة الرومانية لعدة سنوات. انتصر يوليوس قيصر في سلسلة من حروب الغال التي امتدت حتى عام 51 قبل الميلاد وشملت عددًا كبيرًا من الأراضي الرومانية، ليصبح قيصر بعد ذلك أحد أقوى السياسيين في الجمهورية الرومانية. خلال هذا الوقت غزى يوليوس قيصر بريطانيا وبنى جسرًا عبر نهر الراين، إذ دعمت هذه الإنجازات مكانة قيصر وتغلب على بومبيوس الكبير الذي انتمى إلى مجلس الشيوخ بعد وفاة ماركوس كراسوس في سنة 53 قبل الميلاد. أمر مجلس الشيوخ بمجرد انتهاء حروب الغال بتنحي قيصر عن القيادة العسكرية والعودة إلى روما، لكن قيصر تحدى السلطة علنًا في عام 49 قبل الميلاد وعبر نهر روبيكون وسار نحو روما مصطحبًا معه جيشه ليبدأ حربًا أهلية والتي انتهت بانتصاره فيها سنة 45 قبل الميلاد.
بدأ يوليوس حملة للإصلاحات الاجتماعية والحكومية بعد سيطرته على الحكم، وشملت الإصلاحات إنشاء التقويم اليولياني ومنح الجنسية للعديد من سكان المناطق البعيدة وإصلاح الأراضي ودعم المحاربين القدامى. أُعلن قيصر دكتاتور دائم مدى الحياة بعد أن غير بيروقراطية روما وكان يواجه غضبًا شديدًا من المتآمرين ضده  بعد الانتصارات التي حققها يوليوس قيصر في خارج روما ونجاحه في إخماد الحرب الأهلية هناك وتمام سيطرته. اغتيل قيصر على يد مجموعة من أعضاء مجلس الشيوخ المتمردين بقيادة ماركوس يونيوس بروتس وغايوس كاسيوس لونغينوس في يوم إديس مارس (يتوافق هذا اليوم مع 15 مارس وهو يوم للاحتفالات الدينية في روما) سنة 44 قبل الميلاد. اندلعت بعد اغتيال قيصر سلسلة جديدة من الحروب الأهلية ولم تُسْتَعَاد الحكومة الدستورية للجمهورية بالكامل. صعد ابن شقيق قيصر ووريثه المعتمد أوكتافيان إلى السلطة الوحيدة بعد هزيمة خصومه في الحرب الأهلية الأخيرة للجمهورية الرومانية وبدأ عصر الإمبراطورية الرومانية.
كان قيصر مؤلفًا بارعًا ومؤرخًا ورجل سياسي، وتُعتبر رواياته الخاصة مصدرًا مهمًا لسيرة حياته وخصوصًا حملاته العسكرية. تشمل المصادر المعاصرة الأخرى رسائل وخطب شيشرون والكتابات التاريخية لسالوست. كما عمل المؤرخ الروماني سويتونيوس وبلوتراش على كتابة السيرة الذاتية اللاحقة لقيصر، شغلت سيرة حياة قيصر تفكير أغلب المؤرخين وذلك لأنه من أحد أعظم القادة العسكريين في التاريخ، إذ اعتمد لقبه (قيصر) في أنحاء روما على أنه مرادف لكلمة (الإمبراطور). ظهر يوليوس قيصر في الكثير من الأعمال الأدبية والفنية، وكانت فلسفته السياسية -المعروفة باسم الفلسفة القيصرية- مصدر إلهام للعديد من السياسيين في العصر الحديث.

## حياته
ولد يوليوس قيصر في عائلة عريقة من الأشراف الرومان، عايش في مرحلة مراهقته عهد الحرمان (الحرمان من حماية القانون) الذي فرضه ماريوس صهر أبيه. كما عايش عهد ديكتاتورية سولا وأوائل عهد بومبي (قائد روماني) Pompey. ويعتبر يوليوس قيصر من أبرز الشخصيات العسكرية الفذة في التاريخ وسبب ثورة تحويل روما من جمهورية إلى إمبراطورية. كان هناك العديد من الحكام الذين تبنوا اسمه وأبرزهم أبنه (بالتبني) أغسطس قيصر وبطليموس الخامس عشر (قيصرون) ابنه من كليوبترا السابعة وصولا لقياصرة روسيا تبنى اكتافيوس
وجعله الخليفة الذي يمسك العرش بعده ولقد كان بعد النزاع بين ماركوس أنطونيس ولقد انتصر أكتافيوس وهزم ماركوس أنطونيس وشريكته كليوباترا السابعة وقد انتحر انطونيس وكليوبترا عام 30 ق.م

## طفولة قيصر
لم يكن يوليس قيصر مجرد طفل عادي، بل تجلت منذ بواكير عمره ملامح ومعالم وقدرات فذة أثارت
الدهشة واستحوذت على الإعجاب.
لقد اتصف الطفل يوليس بالذكاء والكرم والجود والعطاء والنبل والشجاعة والوضوح والصراحة وتناول الأمور والقضايا بصور لا تخلو من الجدية اللافتة للانتباه. في الوقت الذي لم يعبأ فيه أقرانه بما يجري من حولهم. ورغم المحاولات المريرة لاجتذابه إلى سوقهم وحلقاتهم التي لا تغني ولا تسمن من جوع، إلا أنه مضى لا يبالى بهم.
وفى شبابه أستمر على ذلك لا تجرفه تيارات الهواء ولا تسحره عيون الحسناوات. وتمتع بالقدرة على نسج علاقات
اجتماعية عديدة ومتنوعة مع مختلف رجال روما مما أكسبه قدراً هائلاً من التقدير والاحترام لدى أهالي روما الذين كانوا يشيرون إليه بوصفه رجل روما القادم، وسيدها المنتظر، وإمبراطورها المرتقب.

## تاريخ قيصر
كان يوليوس قيصر منذ صغره محباَ للعلم حيث درس في اليونان العديد من العلوم، إذ كانت اليونان مركز العلوم في ذلك الحين وكان أثرياء روما القديمة يرسلون أبناءهم إليها للتعلم ثم التدرج في العمل السياسي أو ما شابه. انضم قيصر إلى المعترك السياسي منذ بداياته حيث كانت عائلة قيصر معادية بصورة تقليدية لحكم الأقلية المتمثل بمجموعة من الأعضاء النبلاء في مجلس الشيوخ. وجاء قيصر ليتبع هذا التقليد. أودعه سولا بالسجن لفترة قصيرة لكنه تمكن من المحافظة على علاقات طيبة مع النبلاء لعشر سنوات بعد إطلاق سراحه. حتى أنه اُخْتِيرَ زميلاً جديداَ في كلية القساوسة عام 73 ق.م. ثم انضم إلى صفوف الجيش الروماني كضابط ومحاسب تابع للحكومة الرومانية إلى أن قاد جيشه الخاص المعروف كأكثر جيوش روما انضباطاً على الإطلاق. وقف قيصر إلى جانب بومبي مؤيداَ له بصورة صريحة عام 71 ق.م. وشكل قيصر وبومبي وكراسوس أول حكومة ثلاثية.
خلال السنوات التسع التي تلت انشغل قيصر بقيادة حملاته في بقاع مختلفة من العالم شملت توسعة نفوذ روما إلى كل من بلاد الغال (فرنسا) وسوريا ومصر وغيرها، حيث كانت معظم حملاته ناجحة إلى حد مثير حيث عين حاكما لإسبانيا البعيدة ليتم انتخابه قنصلاَ. ونصب بعد ذلك حاكماَ على بلاد الغال، وكانت تلك مهمة شغلته لتسعة سنوات كان خلالها تاركاَ لبومبي وكراسوس أمر حماية مصالحه في روما. إلا أنه كانت هناك خلافات كثيرة بينهم عند هذا الوقت جعلتهم يعقدون لقاءَ فيما بينهم في لوكا عام 56 ق.م. في محاولة لحل تلك الخلافات. عين بومبي قنصلاَ وحيداَ عام 52 ق.م. بعد موت كراسوس الأمر الذي نتج عنه حرباَ أهلية وهزيمة لجيش بومبي في معركة موندا في إسبانيا عام 45 ق.م ثم عاد قيصر بعد ذلك إلى روما ليكون حاكمها الدكتاتوري المطلق.
حيث عاد بعد انتصار عظيم على بومباي ومجلس الشيوخ الذي كان جيشهم اضعاف جيش قيصر ولكن حكمة قيصر وخبرته العسكرية جعلت الأمور في صالحه.
حاول تحسين ظروف حياة المواطنين الرومان وزيادة فعالية الحكومة وجعلها تتبنى مواقف تتم عن صدق وأمانة وأعلن في عام 44 ق.م. عن جعل ديكتاتوريته المطلقة حكماَ دائما على روما، غير أن أعداءه الكثر دبروا له مؤامرة كانت نتيجتها اغتياله في آذار من عام 44 ق.م.، مما أدخل روما بحرب أهلية أخرى وحزن كبير على فقدانه حيث انتقم ماركوس أنطونيوس (زميل قيصر) وأغسطس قيصر (ابن قيصر بالتبني) من مغتالي قيصر وهم بروتس (الذي يعتقد أنه كان ابناَ لقيصر) والذي قدم له قيصر في حياته العديد من المناصب والألقاب وعينه حاكم لغاليا ومع ذلك صوب نحوه الخنجر وأيضا كاسيوس الذي كان يخدم في جيش قيصر أيضا مما جعل اغتيال قيصر قصة درامية تاريخية ذكرها العديد من الكتاب وأبرزهم شكسبير الذي وصفها بأقبح عملية اغتيال بالتاريخ.

## اغتيال قيصر
ترجع أحداث اغتيال امبراطور الرومان قيصر إلى شهر مارس من عام 44 ق.م، وقد سجلها المؤرخ اليوناني بلوتارخ، هذه الحادثة اشترك فيها أقرب الناس إلى قلب الإمبراطور بروتوس حيث لم يكن أي شعور معاد نحو قيصر وانما كانت حجته الوحيدة هو شدة حبه لبلاده ويعترف أمام الجماهير الحاشدة حول جسد قيصر المطعون «لقد قتلت قيصر ليس لقلَة حبي له، بل لأني أحب روما أكثر» بينما كان الطرف الآخر المسؤول عن مقتل قيصر «كاسيوس» من أشد الناس الذين يمقتون قيصر ويحسدونه.
كان بروتوس قبل المؤامرة سيدا سمحا في الامبراطورية الرومانية، كريما في معاملته لمن هم دونه، وعلى الرغم من أن نواياه كانت حسنة وشريفة إلا أنه لم يهن في العيشة بعد مشاركته في اغتيال القيصر وخسر كل شي. تذكر كتب التاريخ أن زعيم المؤامرة، هو «كاسيوس» حيث أنه مدبر بارع، يعرف كيف يكسب تأييد المتآمرين الآخرين، وكيف يقوم بالتخطيط المحكم.

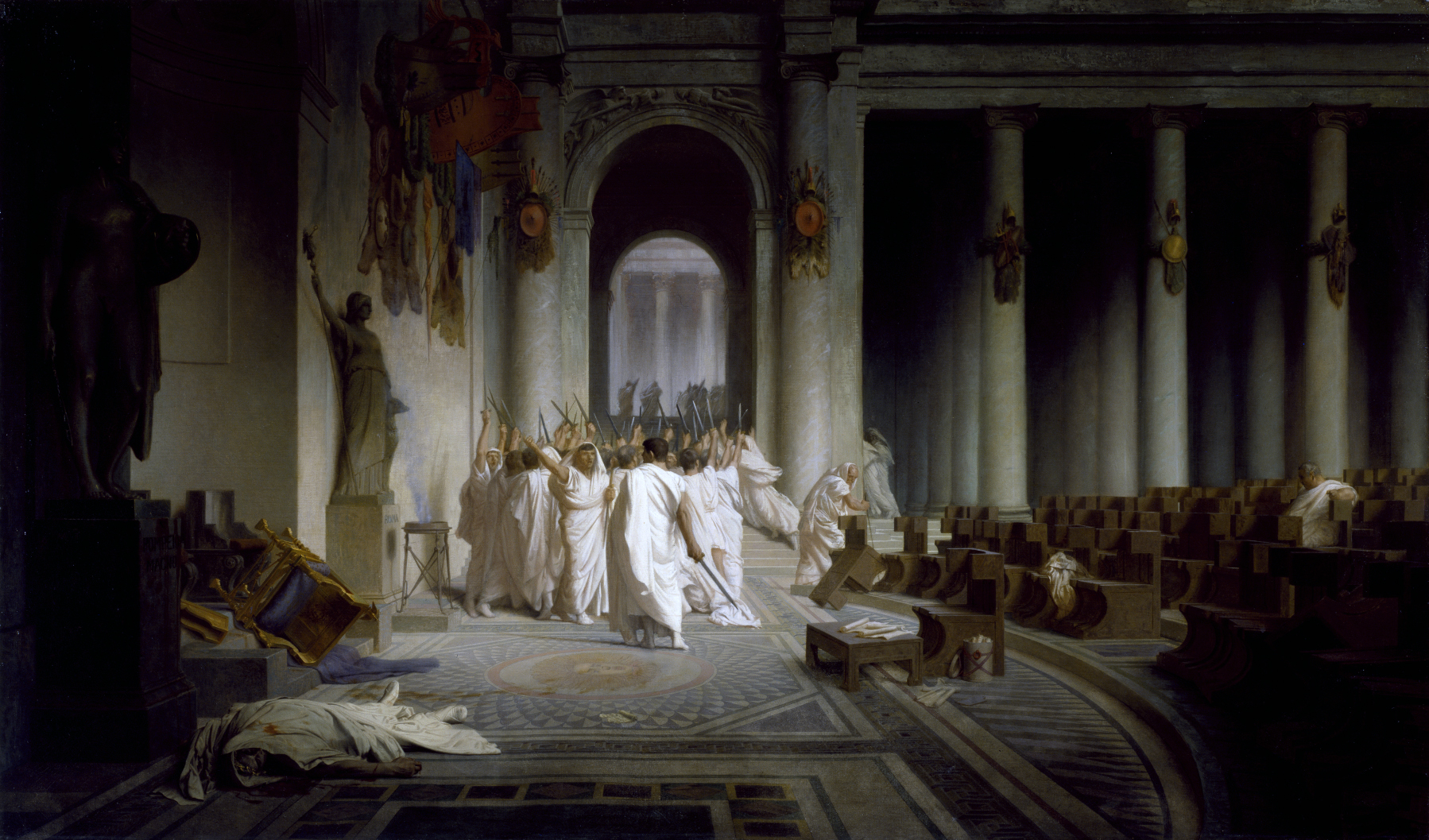
موت قيصر (لوحة) بريشة الفنان الفرنسي جان ليون جيروم. متحف والترز للفنون.

### خيوط المؤامرة
تبدأ خيوط المؤامرة تتجمع بزيادة العداء لقيصر من جانب رجال الرومان، حيث صار القائد عجوزا متغطرسا، طموحا يبتغي أن يكون إمبراطورا، فيجتمع كل المتآمرين في الساعة الثالثة صباحا في بيت بروتوس، ويقنعونه بأن لا بد من موت القيصر وأن يكون الاغتيال في اليوم الذي سيأتي فيه قيصر إلى مجلس الشيوخ. مع اقتراب وقوع الحدث الكبير.
مع قرب وقوع الحدث الكبير، أصدقاء القيصر وحتى زوجته (كالبورنيا) حذروه من الخروج إلى دار الحكومة في ذلك الوقت، وأخبرته أنها تخاف أن يحدث شيء ما إن ذهب إلى هناك، بانتشار اشاعات عن متآمرين لاغتيال القيصر، لكن أحد المقربين من القيصر يقنعه بأن مخاوفه

### الاغتيال
يتجمع الناس بكثرة أمام مجلس الشيوخ ليكونوا في استقباله حين وصوله، ويصعد القيصر إلى المجلس ويتبعه المتآمرون ويطلب إليه بروتوس أن يعفو عن (بوبليوس) ويسمح له بالعودة إلى روما وكان القيصر قد أمر بنفيه خارج البلاد.
فيرد القيصر قائلا: عجباً يابروتوس! هل تلتمس العفو عنه؟
بروتوس: (ينحني امام قيصر) عفواً قيصر اني كذلك أجثو أمامك ملتمساً الصفح عن بوبليوس سمبر والسماح له بالرجوع.
قيصر: لو كنت مثل سائر الرجال لسهل حملي على العدول عن قراري، ولو كنت أتوسل إلى أحد لنيل بعض المآرب لكان لمناشدتكم ولتوسلكم علي تأثير، ولكنني ثابت كنجمة القطب.
بروتوس: لكن ياقيصر.
قيصر: لاتجادل! هل تحاول أن تحرك الثابت؟ مستحيل ان تزحزح قيصر كما يستحيل زحزحة جبل أوليمبوس.
ديشيـوس: قيصر العظيم!
قيصر: أو لم يناشدني بروتوس عبثاً حتى تظن اني ساذعن لك؟
كاسيوس: لتناشدك يدي إذن!(يطعن كاسيوس قيصر في رقبته ويطعنه باقي المتآمرون وآخرهم بروتوس)
قيصر: حتى أنت يابروتوس؟: بروتوس: أسف ولكني أحب روما كثيرا، قيصر: اذن ليمت قيصر. (يموت قيصر)
وكان الاتفاق ان لكل شخص منهم طعنه حتى يموت على ايديهم جميعا دون أن تقع التهمه على شخص واحد وتتالت الطعنات على احشاء يوليوس قيصر حتى جاءه اخرهم بروتس السابق ذكره وطعنه بخنجره.

## قيصر الإنسان
كان غايوس يوليوس قيصر أحد أفراد أسرة من الأشراف الرومان برزت مؤخراَ منذ عهد طويل اكتنفه الغموض، وكانت تتجلى فيه معالم ومواهب ومقدرات الشخصية الأرستقراطية الرومانية، فكلمة «شرف» غالباَ ما كانت على شفتيه، والشرف تطلب منه أن يكون مخلصاَ وفياَ إلى أبعد حدود الإخلاص والوفاء إلى أصدقائه ومعاصريه ومؤيديه حتى إلى أولئك الأوضع مقاماَ ممن يؤدون له خدمة، كان قيصر يقول أنه حتى لو تساعده عصابة من قطاع الطرق وسفاكي الدماء في الدفاع عن شرفه فإنه سيكافئها بنفس الطريقة التي يكافئ فيها أناساَ آخرين. كانت لقيصر العديد من المواهب منها الكتابة والتأليف وكانت له العديد من الكتب المشهورة آن ذاك في روما. لم يكن قيصر وحشياَ بالفطرة إنما على العكس من ذلك تماماَ، كانت رأفته تجاه أبناء البلاد التي كان يفتحها معروفة ذائعة الصيت وحتى في حروبه الخارجية لم يكن قيصر وحشياَ بقصد الوحش، لكن كان عليه أن يوفر الغنائم لقواته وكان يجب امدادها بما تحتاجه من مؤن وطعام. لذا كان بحكم الضرورة قيامه بنهب وسلب المدن وبيع السكان.

## عائلة قيصر
علاقات

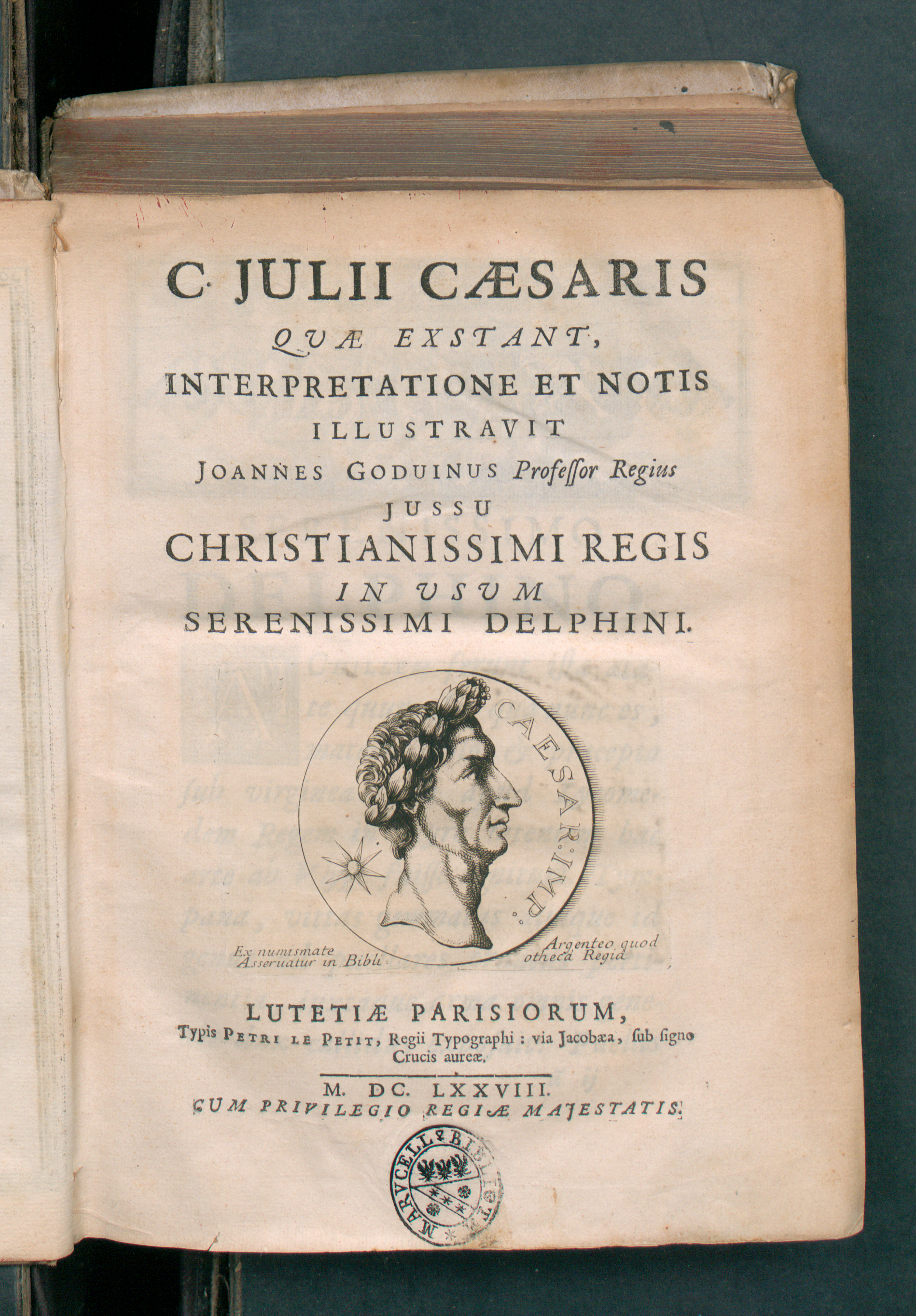
C. Iulii Caesaris quae extant, 1678

- علاقات متعددة مع معظم نساء أعضاء مجلس الشيوخ وأبرزهم زوجتي كاتو.
- علاقة مع أم بروتس (أحد مغتالي قيصر).

زوجات
- الزواج الأول من كورنليا سنيليلا.
- الزواج الثاني من بومبيا سولا (ابنة بومبي).
- الزواج الثالث من كالبورنيا بسونيس.
- الزواج الرابع من ملكة مصر كليوبترا السابعة.

الأبناء
- جوليا قيصر من زواجه الأول.
- بطليموس قيصر (قيصرون) من كليوبترا الذي أصبح آخر فرعون لمصر وهناك من يظن ان ابنه قيصرون قد قتل بعد ما قتل قيصر لكي لا يطالب بالسلطة التي كانت لأبيه غايوس يوليوس قيصر
- أغسطس قيصر ابنه بالتبني الذي أصبح أول إمبراطور لروما.

'الزواج الأول من كورنليا سنيليلا'
تزوجها في التاسعة عشر وربما الثامنة عشر. كانت جميلة وحسناء، وكان لافتاً أن يعقب هذا الزواج أمراً إمبراطورياً صدر من قصر الإمبراطور (سولا) يدعو كل زوج أن يطلق زوجته مادام أي من الزوجين على صلة وثيقة بحزب (ماريوس) المعارض لنظام حكمه المستبد.
وعلى ضوء هذا القرار التعسفي والغريب راح أبنا روما ممن يرتبطون بعلاقة مع حزب (ماريوس) من اتمام عملية الطلاق انصياعاً لرغبة الإمبراطور، وتلبية لمطلبه خشيه اذاه والوقوع في أغلاله، وقيوده، والتعذيب البدني، أو النفي بعيداً عن روما.
ولكن كان موقف يوليس قيصر على النقيض من ذلك، رغم مدى اتصاله العميق بحزب (ماريوس)، حيث بادر معلناً رفضه الانصياع والرضوخ لهذا الأمر لتعسفه وظلمه من جهة، وللروابط العاطفية الرائعة والمتينة التي تجمعه بزوجته التي يحمل لها حباً كبيراً لا يستطيع أن يلقى به لرغبة أو نزوة طائشة اجتاحت أبرطو البلاد (سولا).
ومن ثم أن علم الإمبراطور تملكه الغضب وأصدر أمر بالفتك بـ (يوليوس). ولكن ترجى وجهاء روما لأجله فتركه وشأنه
بالرغم من خوفه منه.

## شيفرة قيصر
تاريخها واستعمالها
الشفرة سميت باسم يوليوس قيصر الذي -حسب سويتونيوس- استعملها بزحف ثلاثة (احرف) ليحمي الرسائل ذات الأهمية العسكرية:
- إذا كان لديه أي شيء ذا أهمية يقوله كتبه مشفرا وذلك بتغير تسلسل الأحرف بحيث لا يمكن استبيان أي كلمة منها. فإذا أراد أحد ما ان يفهم ما كتب فيجب عليه القيام بفك الشيفرة وذلك باستبدال الحرف الرابع في الأبجدية بالأول وهكذا بالتسلسل.[20]
- بينما كانت شيفرة قيصر أول ما سجل من هذا القبيل عرف استعمال بدائل أخرى للتشفير قبل ذلك. فابن اخته أغسطس استعمل الشفرة أيضا لكن بزحف حرف إلى اليمين أي (بعكس الأبجدية اللاتينية z-a) ولم تكن الشيفرة تلتف إلى بداية الأبجدية.
- كلما كتب كلاما مشفرا، كتب B بدلا عن A، وC بدلا عن B، وهكذا بقية الاحرف، باستعمال AA بدلا عن X - [21]
- هناك دلائل ان يوليوس قيصر استعمل أنظمة أكثر تعقيدا أيضا، أحد الكتاب، اولوس غيليوس، يشير إلى معاهدة مشفرة (مفقودة اليوم) بقوله:

حتى أنه هناك بالأحرى معاهدة مكتوبة بابداع من قبل النحوي «بروبوس» متعلقة بالمعنى السري لإنشاء الأحرف في مراسلة قيصر.
فاعليتها 

لا يعرف مدى فاعلية شيفرة قيصر آنذاك، لكن هناك احتمال كبير أنها كانت مأمونة إلى حد معقول، ويرجح هذا الاحتمال كون أغلب أعداءه آنذاك كانوا أميين وبالتالي ما كانوا ليفكوا الشيفرات. ويفترض البعض ان أحد اعداء القيصر امكنه قراءة الرسالة بفكه تلك الشفرة، ولكن يرجح المؤرخون عدم حدوث ذلك فليس هناك أي سجل أو دليل تاريخي يدل على وجود أي تقنيات لحل شيفرات البدائل البسيطة ذلك الزمن.

## وصلات خارجية
- يوليوس قيصر على موقع IMDb (الإنجليزية)
- يوليوس قيصر على موقع الموسوعة البريطانية (الإنجليزية)
- يوليوس قيصر على موقع ميوزك برينز (الإنجليزية)
- يوليوس قيصر على موقع إن إن دي بي (الإنجليزية)

- يوليوس قيصر تاريخ قيصر عن عمق للمؤرخ يونا لندرين (موقع Livius.Org) (بالإنجليزية)
- دليل للمصادر على الإنترنت (بالإنجليزية)
- تاريخ يوليوس قيصر (بالإنجليزية)
- يوليوس قيصر على بي بي سي تاريخ
- اغتيال يوليوس قيصر، دورية كليو للتاريخ (2009). (بالإنجليزية)
- القيصر: جسارة وكاريزما (بالإنجليزية)
- Jones, Henry Stuart; Bryant, Margaret (1911). "Caesar, Gaius Julius" . In Chisholm, Hugh (ed.). Encyclopædia Britannica (بالإنجليزية) (11th ed.). Vol. 4. pp. 938–943.
- وثائقي عن حياة ومعارك يوليوس قيصر - الجزيرة الوثائقية.